# Campeonato Africano de Atletismo Júnior de 2015
A 12ª edição do Campeonato Africano de Atletismo Júnior foi organizado pela Confederação Africana de Atletismo no período de 5 de março a 8 de março de 2015, no Estádio de Adis Abeba em Adis Abeba na Etiópia. A competição foi composta por atletas menores de 19 anos, classificados como Júnior ou Sub-20. Foram disputadas 43 provas distribuídas entre masculino e feminino. 

## Medalhistas
Esses foram os resultados do campeonato. 

### Masculino
| Evento                   | Ouro                                                                       | Ouro          | Prata                                                                        | Prata    | Bronze                                                                                       | Bronze   |
| ------------------------ | -------------------------------------------------------------------------- | ------------- | ---------------------------------------------------------------------------- | -------- | -------------------------------------------------------------------------------------------- | -------- |
| 100 metros               | Divine Oduduru (NGR)                                                       | 10.44         | Arthur Gue Cissé (CIV)                                                       | 10.63    | Sydney Siame (ZAM)                                                                           | 10.77    |
| 200 metros               | Divine Oduduru (NGR)                                                       | 21.22         | Victor Peka (NGR)                                                            | 21.53    | Gilles Anthony Afoumba (CGO)                                                                 | 21.59    |
| 400 metros               | Karabo Sibanda (BOT)                                                       | 46.33         | Alexander Sampao (KEN)                                                       | 46.54    | Adekunle Rilwan Fasasi (NGR)                                                                 | 46.84    |
| 800 metros               | Patrick Kiprotich Ronoh (KEN)                                              | 1:50.21       | Jonah Koech Kipruto (KEN)                                                    | 1:50.88  | Temam Tura (ETH)                                                                             | 1:51.06  |
| 1 500 metros             | Anthony Kiptoo (KEN)                                                       | 3:43.98       | Gilbert Kwemoi (KEN)                                                         | 3:44.59  | Chala Regasa (ETH)                                                                           | 3:44.92  |
| 5 000 metros             | Yomif Kejelcha (ETH)                                                       | 14:31.03      | Fredrick Kiptoo (KEN)                                                        | 14:34.06 | Daniel Kipkemoi Mamba (KEN)                                                                  | 14:39.32 |
| 10 000 metros            | Joshua Cheptegei (UGA)                                                     | 29:58.70      | Davis Kiplagat (KEN)                                                         | 29:59.32 | Gurmessa Nega (ETH)                                                                          | 30:02.38 |
| 110 metros barreiras     | Abdullahi Bashiru (NGR)                                                    | 13.99         | Amine Bouanani (ALG)                                                         | 14.24    | Rivaldo Robberts (RSA)                                                                       | 14.27    |
| 400 metros barreiras     | Larry Lombaard (RSA)                                                       | 51.80         | Abebe Robi (ETH)                                                             | 52.13    | Avotrin Rakotoarimiandry (MAD)                                                               | 53.29    |
| 3 000 metros obstáculos  | Abraham Kibiwott (KEN)                                                     | 8:47.43       | Wogene Sidamo (ETH)                                                          | 8:51.57  | Amare Tegegn (ETH)                                                                           | 9:01.58  |
| Revezamento 4×100 metros | Nigéria · Thankgod Igube · Victor Peka · Chuwudi Olisakwe · Divine Oduduru | 39.99         | Botswana · Thabiso Sekgopi · Leungo Scotch · Karabo Mothibi · Vincent Basima | 40.95    | África do Sul · Larry Lombaard · Rivaldo Robberts · Hanno Coetzer · Darren de Bruin          | 41.46    |
| Revezamento 4×400 metros | Botswana · Karabo Sibanda · Leungo Scotch · Unod Keetile · Vincent Basima  | 3:11.00       | Etiópia · Kenenisa Bali · Aduga Tesfaye · Haji Beker · Gezahagne Feleke      | 3:11.19  | Nigéria · Omeiza Akerele · Adewale Sikiru Adeyemi · Abdulsalam Audu · Rilwan Adekunle Fasasi | 3:11.20  |
| 10 km marcha             | Mahmoud Mohamed Mahmoud (EGY)                                              | 48:47.90      | Gemechu Biratu (ETH)                                                         | 49:06.89 | Mohammed Fekkoun (ALG)                                                                       | 53:05.62 |
| Salto em altura          | Hichem Bouhanoune (ALG)                                                    | 2.12 m        | Mpho Links (RSA)                                                             | 2.10 m   | Theddus Okpara (NGR)                                                                         | 2.06 m   |
| Salto à vara             | Seifeddine Mejri (TUN)                                                     | 4.40 m        | Ituah Enahoro (NGR)                                                          | 4.10 m   | Mostafa Ramadan Mohamed (EGY)                                                                | 3.50 m   |
| Salto em comprimento     | Mouhcine Khoua (MAR)                                                       | 7.45 m        | Theddus Okpara (NGR)                                                         | 7.44 m   | Yasser Triki (ALG)                                                                           | 7.39 m   |
| Triplo salto             | Haithem Sebbat (ALG)                                                       | 15.39 m       | Brian Mada (ZIM)                                                             | 15.30 m  | Marouane Aissaoui (MAR)                                                                      | 15.30 m  |
| Arremesso de peso        | Mohamed Magdi Hamza (EGY)                                                  | 20.66 m , AJF | Shehab Abdeaziz (EGY)                                                        | 18.43 m  | Jason van Rooyan (RSA)                                                                       | 17.73 m  |
| Lançamento de disco      | Johan Scholtz (RSA)                                                        | 57.57 m       | Hassan El Shabrawy (EGY)                                                     | 54.74 m  | Jason van Rooyan (RSA)                                                                       | 52.68 m  |
| Lançamento de martelo    | Ismail Tarek Ahmed (EGY)                                                   | 74.46 m       | Makhete Tshepang (RSA)                                                       | 74.28 m  | Hassar Abdellah (MAR)                                                                        | 67.64 m  |
| Lançamento de dardo      | Bahaa Khalil Sherif (EGY)                                                  | 70.09 m       | Leon Loubser (RSA)                                                           | 67.69 m  | Othow Ojulu (ETH)                                                                            | 66.23 m  |

### Feminino
| Evento                   | Ouro                                                                               | Ouro     | Prata                                                                         | Prata    | Bronze                                                            | Bronze                  |
| ------------------------ | ---------------------------------------------------------------------------------- | -------- | ----------------------------------------------------------------------------- | -------- | ----------------------------------------------------------------- | ----------------------- |
| 100 metros               | Tamzin Thomas (RSA)                                                                | 11.69    | Aniekeme Alphonsus (NGR)                                                      | 11.83    | Ese Brume (NGR)                                                   | 11.86                   |
| 200 metros               | Praise Idamadudu (NGR)                                                             | 23.76    | Tegest Yuma (ETH)                                                             | 23.84    | Aniekeme Alphonsus (NGR)                                          | 24.19                   |
| 400 metros               | Olowatosin Adeloye (NGR)                                                           | 54.09    | Esther Asamu (NGR)                                                            | 55.11    | Tegest Yuma (ETH)                                                 | 55.24                   |
| 800 metros               | Chaltu Regasa (ETH)                                                                | 2:09.20  | Kore Nagaho (ETH)                                                             | 2:09.61  | Susan Aneno (UGA)                                                 | 2:11.73                 |
| 1 500 metros             | Dawit Seyaum (ETH)                                                                 | 4:15.94  | Besu Beko (ETH)                                                               | 4:17.11  | Irene Chepkemoi (KEN)                                             | 4:26.19                 |
| 3 000 metros             | Medina Nigussie (ETH)                                                              | 9:31.37  | Suru Galchu (ETH)                                                             | 9:34.48  | Felis Sandra Chebet (KEN)                                         | 9:38.60                 |
| 5 000 metros             | Etagegn Woldu (ETH)                                                                | 17:02.71 | Sintayehu Lewetegn (ETH)                                                      | 17:03.87 | Stella Chesang (UGA)                                              | 17:04.91                |
| 100 metros barreiras     | Oluwatobiloba Amusan (NGR)                                                         | 14.26    | Lina Amr Gaber Ahmed (EGY)                                                    | 14.48    | Temidayo Osinbanjo (NGR)                                          | 14.58                   |
| 400 metros barreiras     | Gizelle Magerman (RSA)                                                             | 59.41    | Daisy Akpofa (NGR)                                                            | 60.35    | Glory Onome Nathaniel (NGR)                                       | 60.51                   |
| 3 000 metros obstáculos  | Stella Jepkosgei Rutto (KEN)                                                       | 10:22.47 | Zewdine Teklemariam (ETH)                                                     | 10:31.40 | Mihret Adhena (ETH)                                               | 10:37.26                |
| Revezamento 4×100 metros | Nigéria · Aniekeme Alphonsus · Omotayo Abolaji · Blessing Adiakerehawa · Ese Brume | 44.83    | África do Sul · Carla Johnson · Simone du Plooy · Robyn Haupt · Tamzin Thomas | 46.49    | Etiópia · Fayo Frew · Besa Kedir · Mintamir Emagnu · Abise Kebede | 48.30                   |
| Revezamento 4×400 metros | Nigéria · Esther Asamu · Yinka Ajayi · Praise Idamadudu · Olowatosin Adeloye       | 3:38.94  | Etiópia · Kore Nagaho · Neima Suraj · Chaltu Regasa · Tegest Yuma             | 3:48.57  | Não premiado                                                      | Não premiado            |
| 5 km marcha              | Yehuaeye Mitiku (ETH)                                                              | 24:49.11 | Ayalnesh Negatu (ETH)                                                         | 25:41.52 | Chahinez Nasri (TUN)                                              | 27:08.52                |
| Salto em altura          | Marlize Higgins (RSA)                                                              | 1.80 m   | Julia du Plessis (RSA)                                                        | 1.75 m   | Ghizlane Siba (MAR)                                               | 1.75 m                  |
| Salto com vara           | Louise Sparks Kaytlin (RSA)                                                        | 3.40 m   | Klilou Nahid (MAR)                                                            | 2.20 m   | Apenas dois finalizaram                                           | Apenas dois finalizaram |
| Salto em comprimento     | Ese Brume (NGR)                                                                    | 6.33 m   | Carla Johnson (RSA)                                                           | 5.92 m   | Esraa Owis Samir Mohamed (EGY)                                    | 5.89 m                  |
| Triplo salto             | Ese Brume (NGR)                                                                    | 13.16 m  | Esraa Samir Owis Mohamed (EGY)                                                | 13.04 m  | Zinzi Chabangu (RSA)                                              | 13.03 m                 |
| Arremesso de peso        | Monique Wagner (RSA)                                                               | 13.96 m  | Judith Anulika Aniefuna (NGR)                                                 | 13.53 m  | Amele Muluadam (ETH)                                              | 12.23 m                 |
| Lançamento de disco      | Leandri Geel (RSA)                                                                 | 46.76 m  | Amira Sayed Khaled (EGY)                                                      | 44.60 m  | Fatma Eladly Khaled (EGY)                                         | 43.19 m                 |
| Lançamento de martelo    | Israa Mostafa Mohamed (EGY)                                                        | 57.85 m  | Stefanie Greyling (RSA)                                                       | 53.71 m  | Letitia Janse van Rensburg (RSA)                                  | 52.42 m                 |
| Lançamento de dardo      | Jo-Ane van Dyk (RSA)                                                               | 49.47 m  | Kelechi Nwanaga (NGR)                                                         | 46.46 m  | Shura Jilo (ETH)                                                  | 43.85 m                 |
| Heptatlo                 | Temidayo Osinbanjo (NGR)                                                           | 4765 pts | Kaiqtion Kruger (NAM)                                                         | 4641 pts | Nienka du Toit (RSA)                                              | 4490 pts                |

## Quadro de medalhas
| Ordem | País            | Medalha de ouro | Medalha de prata | Medalha de bronze | Total |
| ----- | --------------- | --------------- | ---------------- | ----------------- | ----- |
| 1     | Nigéria         | 12              | 8                | 7                 | 27    |
| 2     | África do Sul   | 9               | 7                | 7                 | 23    |
| 3     | Etiópia         | 6               | 12               | 10                | 28    |
| 4     | Egito           | 5               | 5                | 3                 | 13    |
| 5     | Quénia          | 4               | 5                | 2                 | 12    |
| 6     | Argélia         | 2               | 1                | 2                 | 5     |
| 7     | Botswana        | 2               | 1                | 0                 | 3     |
| 8     | Marrocos        | 1               | 1                | 3                 | 5     |
| 9     | Uganda          | 1               | 0                | 2                 | 3     |
| 10    | Tunísia         | 1               | 0                | 1                 | 2     |
| 11    | Zimbabwe        | 0               | 1                | 3                 | 1     |
| 11=   | Costa do Marfim | 0               | 1                | 0                 | 1     |
| 11=   | Namíbia         | 0               | 1                | 0                 | 1     |
| 14=   | Zâmbia          | 0               | 0                | 1                 | 1     |
| 14=   | Congo           | 0               | 0                | 1                 | 1     |
| 14=   | Madagascar      | 0               | 0                | 1                 | 1     |
| Total | Total           | 43              | 43               | 41                | 127   |

Legenda
| Recorde mundial       | Recorde mundial (World record)               |                       | Recorde africano                      | Recorde africano (African) |                                           | Q | Classificado por posição (Qualified) |
| Recorde do campeonato | Recorde do campeonato (Championship record)  | Recorde da América    | Recorde da América (Americas)         | q                          | Classificado por melhor tempo (Qualified) |   |                                      |
| Melhor marca do ano   | Melhor marca do ano (World leading)          | Recorde asiático      | Recorde asiático (Asian)              | DNS                        | Não largou (Did not start)                |   |                                      |
| Recorde nacional      | Recorde nacional (National record)           | Recorde europeu       | Recorde europeu (European)            | DNF                        | Não terminou (Did not finish)             |   |                                      |
| Recorde pessoal       | Recorde pessoal do atleta (Personal best)    | Recorde da Oceania    | Recorde da Oceania (Oceania)          | DSQ / DQ                   | Desclassificado (Disqualified)            |   |                                      |
| Recorde da temporada  | Recorde da temporada do atleta (Season best) | Recorde sul-americano | Recorde sul-americano (South America) | NM                         | Sem marca (No mark)                       |   |                                      |